# Söchau
Söchau är en ort och kommun i distriktet Hartberg-Fürstenfeld i förbundslandet Steiermark i Österrike.
Kommunen består av fem orter (Ortschaften) (inom parentes invånarantal 1 januari 2024):
- Aschbach bei Fürstenfeld (315)
- Kohlgraben (58)
- Ruppersdorf (135)
- Söchau (780)
- Tautendorf bei Fürstenfeld (178)